# Georg von Welling

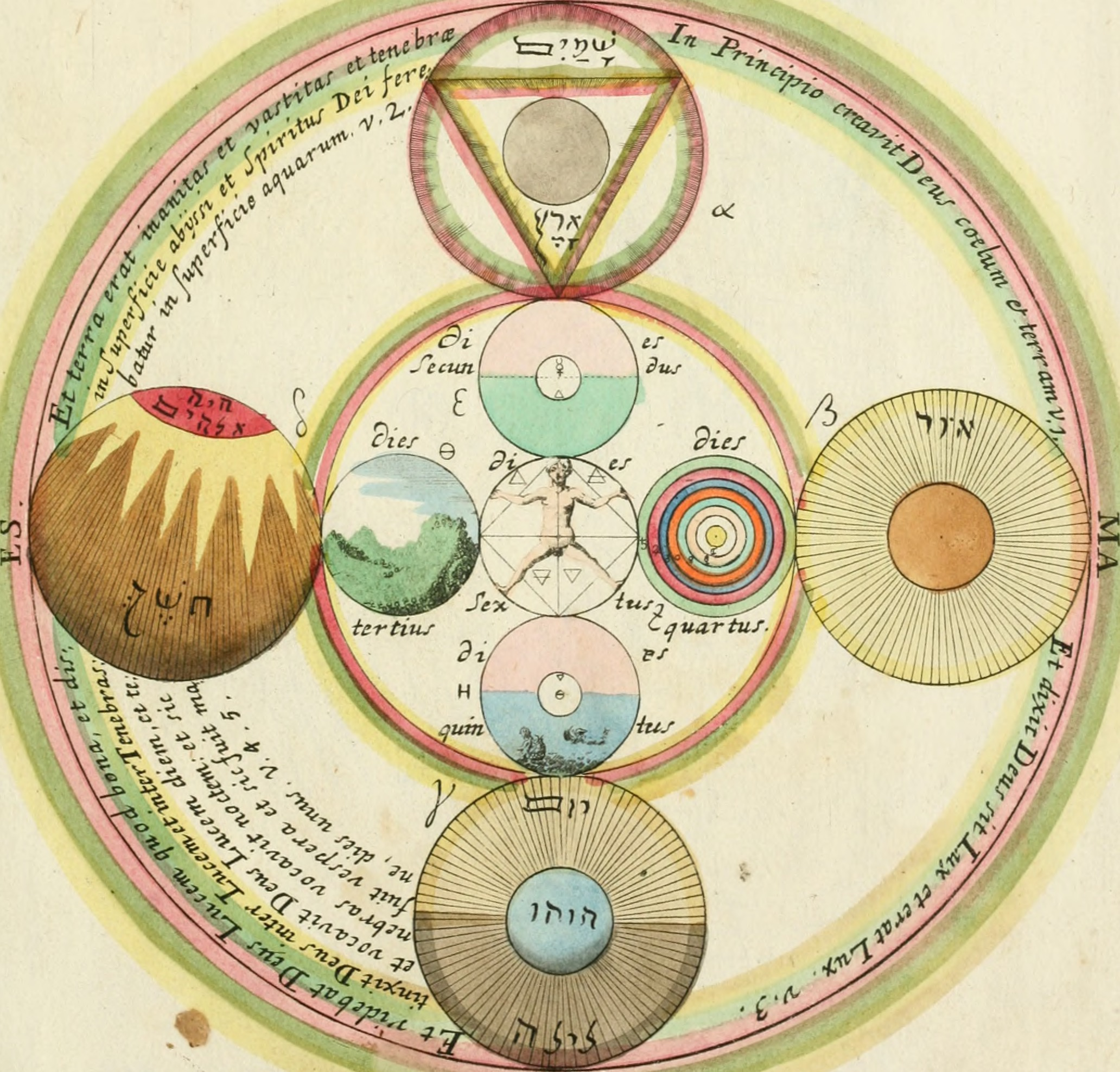
Welling Opus mago-cabalisticum et theologicum, 1719

Georg von Welling  (* 21. Juni 1655 in Kassel; † 28. Februar 1727 in Bockenheim, Frankfurt am Main) war ein deutscher Alchemist, Bergwerksdirektor und Theosoph.

## Leben
Über seine Jugend und Ausbildung ist nichts bekannt, er stammte aber angeblich aus altem Württemberger Adel. Nach neuerer Literatur war Welling war Spross eines aus Northeim stammenden Geschlechts lutherischer Konfession, dessen Stammreihe mit „Hans Georg Welligen“ (1616–1682), herzoglich braunschweig-lüneburgischem Stückhauptmann und Generalquartiermeister, vormals Bürger und Knopfmacher in Kassel, beginnt. Dieser aus Northeim stammende Knopfmacher (und spätere Offizier) „Hans George Wellig“, 1653 im Kasseler Bürgerbuch aufgeführt, war vermutlich der Vater des Georg von Welling, der am 30. Juli 1655 in Kassel getauft wurde. Er war Hauptmann in den Feldzügen von Kaiser Leopold I. 1683 bis 1685. Danach war er im Dienst des Herzogs Heinrich von Anhalt, war dort Kammerjunker und Amtshauptmann der Grafschaft Barby, ab 1705 Bergbaudirektor in Hasserode und ab etwa 1710 preußischer Legationsrat in Berlin. 1717 ging er nach Stuttgart, wo er die Leitung aller Bergwerke des Herzogtums Württemberg hatte. 1720 verließ er Württembergische Dienste, ging nach Pforzheim und suchte über seine Söhne Kontakte zum Markgrafen Karl Wilhelm von Baden in Durlach, dessen alchemistisches Labor er ab 1721 leitete. 1722/23 wechselte er zum Markgrafen von Ansbach Wilhelm Friedrich, wo er ebenfalls mit Alchemie befasst war und zuletzt wohnte er in Bockenheim, wo er seine alchemistischen Experimente fortsetzte.
Er ist für sein Buch Opus mago-cabbalisticum et theologicum bekannt, das zuerst 1719 erschien unter dem Pseudonym Gregorius Anglus Salwigt. Es entstand ab 1708. Der erste Teil (Vom Salze) erschien gegen den Willen von Welling 1719 und 1729, herausgegeben von Samuel Richter, die vollständige Ausgabe (mit den Abschnitten über Schwefel und Quecksilber) zuerst 1735 unter dem Namen von Welling, herausgegeben durch den Pietisten und Kammerschreiber in Homburg Christoph Schütz (1693–1750), der es auch um Anhänge erweiterte. Bei der Abfassung war er von den Schriften von Jakob Böhme und dessen Theosophie, Franciscus Mercurius van Helmont und Johann Rudolph Glauber beeinflusst.
Es wurde unter anderem von Johann Wolfgang von Goethe studiert im Rahmen seiner Studien zu Alchemie und zum Faust-Stoff. In Dichtung und Wahrheit erwähnt er, dass er das Buch 1768/69 im Kreis von Susanne von Klettenberg neben anderen alchemistischen Werken (Basilius Valentinus, Paracelsus) studierte. Es war für die Bewegung der Gold- und Rosenkreuzer von Bedeutung, die es in den 1780er Jahren als Lehr- und Instruktionsbuch benutzten. Das Buch enthält kabbalistische Symbole (in Hebräisch), dem er aber eine christliche Interpretation gab (Christliche Kabbala).

## Schriften
- Opus mago-cabbalisticum et theologicum. Vom Ursprung und Erzeugung des Salzes, dessen Natur und Eigenschaft, wie auch dessen Nutz und Gebrauch, Frankfurt 1719, Internet Archive, zweite Auflage mit geändertem Titel Homburg vor der Höhe 1735, neu aufgelegt 1760 und 1784:
  - Ausgabe von 1760: Herrn Georgii von Welling Opus mago-cabbalisticum et theosophicum, darinnen der Ursprung, Natur, Eigenschaften und Gebrauch des Salzes, Schwefels und Mercurii in dreyen Theilen beschrieben, Fleischersche Buchhandlung, Frankfurt und Leipzig 1760, Internet Archive
  - Das Manuskript des Buchs von Welling ist in der Landesbibliothek Karlsruhe